# سلنوره
سلنوره شهری در شهرستان بورزانگا در استان بام در بورکینافاسوی شمالی است و جمعیت آن ۱۶۴۸ نفر است.